# Dolores O'Riordan
Dolores Mary Eileen O'Riordan, född 6 september 1971 i Limerick, död 15 januari 2018 i London, var en irländsk sångerska, känd från rockgruppen The Cranberries. År 2007 gav O'Riordan ut sin första soloskiva Are You Listening?.
O'Riordan behärskade bland annat en sångteknik där hon på ett mycket effektfullt sätt utnyttjar skarvarna mellan huvudklang och bröstklang. Denna teknik utnyttjade hon maximalt i låten Zombie, som var gruppens största hit och skriven av O'Riordan som en protestsång mot våldet i Nordirland.
Den 15 januari 2018 påträffades O'Riordan död i badrummet på sitt hotellrum på Park Lane Hilton i London. Den rättsmedicinska undersökningen visade att dödsfallet var en olycka och att hon dog av drunkning under alkoholförgiftning.

## Diskografi
Soloalbum
- 2007 – Are You Listening?
- 2009 – No Baggage

Album med The Cranberries
- 1993 – Everybody Else Is Doing It, So Why Can't We?
- 1994 – No Need to Argue
- 1996 – To the Faithful Departed
- 1999 – Bury the Hatchet
- 2001 – Wake Up and Smell the Coffee
- 2012 – Roses
- 2017 – Something Else